# اپونیو
اپونیو (انگلیسی: Apoño؛ زادهٔ ۱۳ فوریهٔ ۱۹۸۴) بازیکن فوتبال اهل اسپانیا است.
از باشگاه‌هایی که در آن بازی کرده‌است می‌توان به باشگاه فوتبال لاس پالماس، باشگاه فوتبال مالاگا، و باشگاه فوتبال رئال ساراگوسا اشاره کرد.